# Perifera nervsystemet

Människans nervsystem, blått är PNS, medan gult är CNS.

Perifera nervsystemet, PNS (latin Systema nervosum periphericum, eng. Peripheral nervous system), omfattar alla delar av nervsystemet som inte hör till hjärna eller ryggmärg. Det består av nervtrådar ute i kroppen som förmedlar signaler till och från det centrala nervsystemet, CNS, och som tillsammans med detta bildar nervsystemet hos ryggradsdjuren och särskilt däggdjuren. 
Inom det perifera nervsystemet finns både nervtrådar som skickar signaler till hjärnan eller ryggmärgen, så kallade afferenta eller sensoriska nerver, och nerver som skickar signaler till muskler eller andra organ i kroppen, så kallade efferenta eller motoriska nerver. 
Alla nervtrådar i det perifera nervsystemet har förbindelser med det centrala nervsystemet, direkt eller indirekt via andra nerver. Cellkropparna i de efferenta (motoriska nervsystemet) neuronerna finns ofta i antingen ryggmärgen eller hjärnstammen, medan cellkropparna för de afferenta (sensoriska nervsystemet) nerverna finns i dorsalrotsganglion och har sitt ursprung ute i muskler, huden eller kroppens olika organ. 
Det perifera nervsystemet brukar i sin tur delas in i det autonoma nervsystemet och det somatiska nervsystemet.

## Somatiska nervsystemet
Det somatiska nervsystemet består dels av nerver som styr kroppens viljestyrda muskler, till exempel rörelser i armar och ben, de motoriska nerverna, dels av nerver som förmedlar känselimpulser från huden och musklernas känselkroppar till CNS, de sensoriska nerverna.

## Autonoma nervsystemet
Det autonoma nervsystemet består av nerver som styr funktioner i kroppens olika organ som inte är direkt viljestyrda, till exempel hjärta, lever, magsäck, spottkörtlar m.m. 
Det autonoma nervsystemet omfattas av tre delar. Från ryggmärgen utgår det sympatiska nervsystemet och det parasympatiska nervsystemet, som arbetar mot varandra, antagonistiskt. Något förenklat kan man säga att det sympatiska nervsystemet styr energikrävande handlingar (kamp och flykt), medan det parasympatiska styr över energisparande handlingar (vila och matspjälkning). Det enteriska nervsystemet går längs mag-tarmkanalen och styr dess motorik. 
Vid krävande ansträngningar så ökar det sympatiska nervsystemet hjärtfrekvensen, blodtrycket mm. Så när det är dags för vila, kommer det parasympatiska nervsystemet in och sänker hjärtfrekvensen och blodtrycket. På så vis eftersträvas en balans. Dessutom så ökas blodtrycket av den kemiska närvaron av stetostanter.
| Organ                     | System         | Receptor | Effekt                                                                       | Övrigt                   |
| ------------------------- | -------------- | -------- | ---------------------------------------------------------------------------- | ------------------------ |
| Hjärtat                   | Sympatikus     | β1       | Höjd puls. Ökad slagkraft. Snabbare impulshastighet. Ökad retbarhet.         | Påverkar endast kammare  |
| Hjärtat                   | Parasympatikus |          | Sänkt puls. Sänkt impulshastighet.                                           | Påverkar endast förmaket |
| Lungor                    | Sympatikus     | β2       | Vidgar luftrören.                                                            |                          |
| Lungor                    | Parasympatikus |          | Sammandragna luftrör. Ökad slembildning.                                     |                          |
| Perifera kärl (kapilärer) | Sympatikus     | α1 β2    | Kontraheras                                                                  |                          |
| Perifera kärl (kapilärer) | Parasympatikus |          | Ingen påverkan.                                                              |                          |
| Ögat                      | Sympatikus     | α        | Vidgar pupill.                                                               |                          |
| Ögat                      | Parasympatikus |          | Kontraherar pupillen.                                                        |                          |
| Metabolism                | Sympatikus     | β2       | Hämmar insulinproduktion. Stimulerar glykogenolys, glukoneogenes och lipolys |                          |
| Metabolism                | Parasympatikus |          | Stimulerar insulinproduktion, glykolens. Hämmar glykogenolys och lipolys     |                          |
| Urinvägar                 | Sympatikus     | α β3     | Urethra kontraheras Urethra och blåsa relaxeras                              |                          |
| Urinvägar                 | Parasympatikus |          | Kontraherar blåsan.                                                          |                          |
| Enteriska nervsystemet    | Sympatikus     | α (+β)   | Hämmar sekretion och kontraherar sfinktrar. Minskad motilitet och tonus.     |                          |
| Enteriska nervsystemet    | Parasympatikus |          | Stimulerar sekretion och relaxerar sfinktrar. Ökad motilitet och tonus.      |                          |

## Nervledningsbanor

### Somatiskasensoriskabanor från kroppen
- Taktil (beröring + tryck) samt proprioceptiv information går via baksträngsbanan (fasciculus gracilis et cuneatus).
- Smärt- och temperaturinformation går via tractus spinothalamicus lateralis et anterior, Anterolateralsystemet.

### Nervledningsbanor från ansiktet
- Taktil info (beröring + tryck) går via lemniscus trigeminale.
- Proprioceptiv information går via lemniscus trigeminale.
- Smärt- och temperaturinfo.

### Nervledningsbanor till kroppens muskulatur
- Laterala banor leder viljestyrd rörelse
- Venteromediala banor styr icke-viljestyrd rörelse från hjärnstammen

### Andra nervledningsbanor
- Cochlearsystemets bana (hörselbanan).
- Vestibularsystemets bana (balansbanan).